# Lewis Wyld
Lewis Arthur "Lew" Wyld (Londres, 15 de juliol de 1905 - Bakewell, Derbyshire, 1974) va ser un ciclista anglès que va prendre part en els Jocs Olímpics d'Amsterdam de 1928. Va guanyar una medalla de bronze en la prova de persecució per equips, formant equip amb George Southall, i els germans Harry i Percy Wyld.